# Concierto de Aranjuez (álbum)
Concierto de Aranjuez es un álbum de música New Age del grupo alemán Cusco, lanzado en 1986.

## Pistas
1. Concierto de Aranjuez
2. Air
3. Ave Maria
4. Peer Gynt Suit
5. Menuett
6. Recuerdos de la Alhambra
7. Neue Welt Symphonie
8. Schwanewsee-Nussknacker
9. Largo
10. Mondscheinsonate
11. Sonate in A-Dur

- Datos: Q5781021